# الکساندر الرداشویلی
الکساندر الرداشویلی (به گرجی: ალექსანდრე ელერდაშვილი)
(۱۶ آوریل ۱۹۵۶–۲۳ مه ۲۰۲۱) ایران‌شناس اهل گرجستان بود. او از اعضای انجمن نویسندگان گرجستان از سال ۲۰۱۷ و از برندگان جایزهٔ ادبی اوانه ماچابِلی در سال ۲۰۱۷ بود.

## زندگی‌نامه
الکساندر الرداشویلی، ایرانشناس، شاعر، مترجم، ادیب  در تاریخ ۱۶ آوریل سال ۱۹۵۶ (فروردین ۱۳۳۵) در شهر تفلیس متولد شد.بعد از پایان تحصیلات متوسطه در مدرسه شماره ۷۷ تفلیس، تحصیلات خود را در دانشگاه  ادامه داد و در سال ۱۹۷۸ از رشته زبان و ادبیات فارسی دانشکده شرق شناسی دانشگاه دولتی به نام اوانه جاواخیشویلی تفلیس فارغ التحصیل شد.وی عضو انجمن نویسندگان گرجستان از سال ۲۰۱۷ بود و دارنده جایزه ادبی به نام اوانه ماچابِلی در سال ۲۰۱۷. الکساندر الرداشویلی با هیئت ترجمه انجمن نویسندگان همکاری نزدیکی داشت.موسس روزنامه فانتزی است و از سال ۱۹۹۶ سردبیر آن، همچنین رئیس کلوب مترجمان بود.اولین ترجمه های وی در دوران دانشجویی در روزنامه دانشگاه تفلیس منتشر شد.وی بخشی از مجموعه شعرهای شاعران ایرانی مانند رودکی، فردوسی، خیام، مولوی و شاعران دیگر را ترجمه و منتشر کرده است.الکساندر الرداشویلی همچنین فرهنگ لغت فارسی-گرجی را تالیف و با حمایت رایزنی فرهنگی جمهوری اسلامی ایران در گرجستان منتشر کرده است.

## آثار
- فرهنگ فارسی به گرجی (مشتمل بر ۴۴۶۰۰کلمه)، الکساندر الرداشویلی، تفلیس: رایزنی فرهنگی سفارت جمهوری اسلامی ایران گرجستان، ۲۰۱۲م.=۱۳۹۱، ۷۷۴ص.